# Klimenti Citaiszwili
Klimenti Citaiszwili (ur. 5 stycznia, 1979 w Tbilisi) – gruziński piłkarz, grający na pozycji napastnika. Ojciec Gieorgija Citaiszwilego, który również jest piłkarzem.